# Instal·lació de llançament de proves i míssils balístics Jabal Hamzah
La instal·lació de llançament de proves i míssils balístics es va construir a finals dels anys 50 del segle XX i és la instal·lació de míssils balístics més antiga del món en desenvolupament, situada a prop de Jabal Hamzah, a 62 km a l'oest i al nord-oest del Caire.

## Història
Després de la derrota d'Egipte a la guerra araboisraeliana de 1948, Egipte va iniciar el programa de míssils i es va interessar pels míssils balístics després de la presidència de Gamal Abdel Nasser i la crisi de Suez de 1956, ja que la importància dels míssils balístics havia sorgit per penetrar l'espai aeri israelià.
Egipte va intentar adquirir míssils balístics de la Unió Soviètica, però va fracassar i llavors Egipte es va centrar en el programa de coets propis que va ser desenvolupat per científics alemanys basats en la tecnologia alemanya de coets V-2, Wasserfall i la tecnologia de coets francesos Véronique el 1960.
Durant els anys 50 del segle xx, Egipte va construir la instal·lació de míssils balístics Jabal Hamzah per dur a terme proves de foc.

### Cronologia d'esdeveniments a la instal·lació de míssils balístics de Jabal Hamzah
- Juliol de 1962: quatre vols de prova exitosos de coets de combustible líquid d'una sola etapa de míssils balístics de curt abast Al-Zafir i Al-Kahir.[3]
- 23 de setembre de 1971: llançament del coet Al Kahir.[2]
- 6 d'octubre de 1973: llançament del coet Al Kahir.[2]

## Descripció general
El 2010, es va publicar una anàlisi utilitzant imatges per satèl·lit de fonts comercials que mostren que entre 2001 i 2009, les instal·lacions de Jabal Hamzah van experimentar un augment en l'activitat i l'expansió a mesura que van tenir lloc noves construccions, inclosa una nova plataforma de llançament de míssils i un edifici de processament horitzontal.